# Ghost Academy
Ghost Academy (Promoción fantasma) è un film spagnolo del 2012 diretto da Javier Ruiz Caldera.

## Trama
Modesto è un professore di storia di scuola superiore. Viene cacciato da svariate scuole, ritenuto da docenti e alunni eccentrico, poiché sin da giovane riesce a vedere i fantasmi. Tutto cambia quando viene chiamato ad insegnare in una scuola dove accadono cose inspiegabili. Per un'indicazione sbagliata Modesto finisce nella biblioteca abbandonata che si scopre essere "abitata" dai fantasmi di cinque ragazzi, morti a causa di un incendio venticinque anni prima e che ora infestano la scuola facendo scherzi ad alunni e insegnanti, tutto ciò però rischia di causare la chiusura della scuola dato l'imminente arrivo dell'ispettrice scolastica. Modesto grazie al consiglio del fantasma del padre del suo psicanalista, capisce che l'unico modo per mandare via i fantasmi è fargli risolvere la loro questione in sospeso, che in primo luogo si crede sia il superamento dell'anno interrotto a causa della morte. Una volta terminato il piano di studi e superato l'esame, i ragazzi ancora non riescono ad abbandonare la scuola. Si scoprirà in seguito che ognuno di loro ha una questione in sospeso, in particolar modo, uno dei ragazzi deve confessare agli altri di essere stato lui a causare l'incendio. Una volta terminate tutte le questioni in sospeso i ragazzi riescono finalmente a lasciare il mondo terreno e Modesto si fidanza con la direttrice riuscendo così a salvare la scuola.